# Новосёловка (Новоукраинский район)
Новосёловка (укр. Новоселівка) — посёлок в Ровнянской сельской общине Новоукраинского района Кировоградской области Украины.
Население по переписи 2001 года составляло 276 человек. Почтовый индекс — 27142. Телефонный код — 5251. Код КОАТУУ — 3524083405.
В посёлке родился полный кавалер ордена Славы, лишённый всех наград Иван Горошко.